# Кічі-Мухаммед
Кічі-Мухеммед або Кучук-Мухеммед (*28 червня 1391 — 1459) — останній хан Золотої Орди в 1428, 1432—1440, 1446—1459 роках. Ім'я перекладається як Молодший Мухаммед, щоб розрізняти від Улу-Мухаммеда (Старшого Мухаммеда).

## Життєпис
Походив з династії Чингізидів. Син правителя Золотої Орди Тимур-хана. Народився у 1391 році. З дитинства опинився у вирі боротьби за владу, коли ханами Орди ставали спочатку його дід Тимур-Кутлук, що загинув у 1399 році, а потім батько, якого у 1412 році було вбито власним військовиком. Після цього спирався на допомогу ногайських мурз.
У 1428 році Кічі-Мухаммеда було оголошено новим ханом. Своїм беклярбеком він зробив Газі, сина Едигея. Його вдалося зайняти Хаджи-Тархан і Сарай-Берке. Втім, невдовзі Кічі-Мухаммед погиркався з ногайцями, які залишили хана, а Наурус, брат Газі, перейшов на бік суперника — Улу-Мухаммеда. Тому Кічі-Мухаммед зазнав швидкої поразки й вимушений був сховатися серед степу понад Доном.
У 1431 році знову на чолі війська виступив проти Улу-Мухаммеда. Останній в цей час боровся з Саїд-Ахмадом, онуком Тохтамиша, що також мав намір захопити владу в Орді. Боротьба тривала до 1434 року, коли державу фактично було поділено між цими трьома ханами. Великий князь Московський Василь II навіть сплатив данину Кічі-Мухаммеду, Улу-Мухаммеду та Саїд-Ахмаду. При цьому перший володів Сарай-Берке, Хаджи-Тарханом і усім Наволжям.
У 1436 році на бік Кічі-Мухаммеда перейшов наурус з Ногайською ордою. В результаті хан вирішив здолати своїх співправителів. Спочатку атакував Улу-Мухаммеда, який в цей час почав війну проти Саїд=Ахмада. Проте власні володіння Кічі-Мухаммеда було атаковано Гіяс ад-Діном (сином Таш-Тимура), казанським ханом. У війні до 1437 року Кічі-Мухаммед зумів здолати Гіяс ад-Діна та Улу-Мухаммеда. Проте останній зумів захопити Казанське ханство, яке остаточно відокремилося від Золотої Орди.
Єдиним супротивником Кічі-Мухаммеда залишився Саїд-Ахмад, що захопив області від Волги до Дніпра. У 1438 році проти нього виступив Абулхайр, правитель Узбецького ханства, який захопив Хаджи-Тархан. У 1440 році проти Кічі-Мухаммеда виступив Мустафа, володар Ішимського улусу, який захопив Сарай-Берке.
Про перебіг війни Кічі-Мухаммеда замало відомостей. Після 1440 року перша згадка про дії Кічі-Мухаммеда припадає на 1443 рік, коли він кочував з військом біля кордонів великого князівства Литовського та великого князівства Рязанського. У 1446 році зумів повернути собі владу над Сарай-Бекре і Хаджи-Тарханом. Втім на цей час Золота Орда фактично припинила своє існування, оскільки Саїд-Ахмад став самостійним правителем Великої Орди, Казанське та Кримські ханство стали незалежними, перестала визнавати владу Кічі-Мухаммеда Ногайська орда.
У 1455 році після поразки Саїд-Ахмада у війни проти Хаджі I Ґерая Кічі-Мухаммед зумів захопити Велику Орду. З цього моменту назва Золота Орда фактично означає, поступається назві Велика Орда, оскільки він контролював лише Наволжя, області від середньої течії Волги та пониззя Дніпра. Після смерті у 1459 році його сини Саїд-Махмуд і Ахмат-хан почали боротьбу за владу.